# LiteraturNachrichten Afrika – Asien – Lateinamerika
Die LiteraturNachrichten war eine Literaturzeitschrift, die sich den Literaturen in Afrika, Asien, Lateinamerika und der Arabischen Welt widmete. Sie berichtete über literarisch-kulturelle Entwicklungen und „Literaturpolitik“ in außereuropäischen Ländern und enthielt literarische Texte, Porträts von und Gespräche mit Autoren und Übersetzern, Rezensionen und Leseempfehlungen.
Herausgeber war Litprom, die verantwortliche Redakteurin Anita Djafari.

## Geschichte
24 Jahre lang, von 1983 bis 2016, erschienen die LiteraturNachrichten als selbständige Zeitschrift, und zwar von 1983 bis 2013 vierteljährlich und von 2014 bis 2016 halbjährlich. Sie konnte im Abonnement bezogen werden (Kosten zuletzt: 25 Euro/Jahr). Ihr Erscheinen wurde durch Zuschüsse des Evangelischen Entwicklungsdienstes (EED) ermöglicht.
2017 wurden die LiteraturNachrichten in eine vierseitige Beilage der Tageszeitung taz umgewandelt. Als solche erschien sie 2017 und 2018 vierteljährlich, seit 2019 halbjährlich. Jede Ausgabe behandelte ein Schwerpunktthema. Ende 2020 wurde die Publikation eingestellt.